# Куаманга
Куаманга (Kwammanga) е особен персонаж в бушменската митология. Той е този, който не е нито човек, нито животно, а е част от дъгата и живее в нея. Той е символ на съзнанието и мисълта при бушмените, както и на критическия аспект в човешкия характер. Отговорен е и за това никога повече да не се случва потоп. 
Женен е за Цо – бодливо свинче, осиновена дъщеря на бога-създател Цагн и родна дъщеря на страховития бог-поглъщач Кваи-Хему. Куаманга и Цо имат двама сина. По-големият Ни е египетска мангуста (ихневмон) и в много митове е партньор на Цагн. Той е смел боец и вожд, който се среща лице с лице с всякакъв враг. По-малкият, който носи името на баща си Куаманга, също е дъга и е мил, безгрижен, с нежна душа и тяло.

## Митът за убийството наантилопата
Семейството на Куаманга се разрастнало – неговите деца също имали деца, които се оженили, родът станал голям и вече много хора живеели край реката, където някога била създадена първата антилопа. Това били роднини, приятели и потомци на Цо и Куаманга. Една година суша застигнала земите на бушмените, много време не паднала и капчица дъжд, земята изсъхнала и се напукала. Растенията загинали и настъпил глад.
Веднъж в това тежко време старата антилопа минавала край селото по пътя си към Великите равнини и решила да се отбие да види родната река. Същия ден двамата Куаманга – баща и син обикаляли наоколо, търсейки нещо за храна и случайно се натъкнали на антилопата. Те знаели, че ако я убият ще бъдат наказани, но гладът ги принудил да го направят. Взели в ръце по един голям камък и докато пиела вода от реката, се хвърлили върху нея. Тя не успяла да избяга и двете дъги я заудряли с камъните. Кръвта ги изплискала, антилопата изревала и паднала мъртва. Бащата и синът я нарязали на парчета с острите части от камъните и отнесли месото в селото. Хората я изяли без да почувстват угризение за това, че унищожават друго живо същество, сътворено от Бога. Но вината се загнездила като бич в съзнанието им и започнала да ги мъчи. Скоро те се почувствали толкова зле, изпълнени с грях и разкаяние, че се наложило да се обърнат за помощ към бога-творец Цагн, защото повече не можели да живеят с тази огромна вина.